# KPlayer
KPlayer es un reproductor multimedia para el entorno de escritorio KDE. KPlayer usa MPlayer como interfaz para reproducir archivos multimedia y proporciona una gran variedad de características adicionales respecto a otros reproductores, entre las que destaca:
- Reproducción de vídeo, audio y subtítulos  desde fichero, URL, DVD, Video CD, Audio CD, televisión, DVB, y KIO Slaves.
- Controles de volumen, contraste, brillo y saturación.
- Opciones de reproducción con zoom, pantalla completa y tamaño fijo.
- Se muestra el estado y progreso de reproducción y búsquedas.
- Biblioteca multimedia para organizar tus ficheros y flujos multimedia
- Diálogo de configuración.
- Propiedades de fichero específicas para establecer opciones específicas.

KPlayer está disponible bajo la Licencia pública general de GNU y por lo tanto es software libre.